# Juncus holoschoenus
Juncus holoschoenus là một loài thực vật có hoa trong họ Juncaceae. Loài này được R.Br. mô tả khoa học đầu tiên năm 1810.